# Jann Benjaminsen
Jann Julian Benjaminsen (Tórshavn, 3 aprile 1997) è un calciatore faroese, centrocampista dello NSÍ Runavík.

## Carriera

### Club
Benjaminsen è cresciuto nelle giovanili dello NSÍ Runavík, per cui ha esordito in Formuladeildin in data 19 marzo 2016: ha sostituito Árni Frederiksberg nella vittoria per 2-0 sullo Skála ÍF. Il 30 giugno seguente ha debuttato nelle competizioni europee per club, subentrando a Petur Knudsen nella sconfitta casalinga per 0-2 subita contro lo Šachcër Salihorsk.
Il 20 maggio 2017 ha trovato le prime reti nella massima divisione faroese, mettendo a segno una doppietta nel 3-0 inflitto all'ÍF Fuglafjørður. Nello stesso anno, ha contribuito alla vittoria finale del Løgmanssteypið.
Il 10 dicembre 2020, i norvegesi dell'Hødd hanno reso noto l'ingaggio di Benjaminsen, con un contratto valido a partire dal 1º gennaio 2021.
Il 16 febbraio 2023 è tornato in patria, per giocare nel B36 Tórshavn.

### Nazionale
Benjaminsen ha giocato per le Fær Øer under 21. Nel 2022 ha esordito in nazionale maggiore.

## Statistiche

### Presenze e reti nei club
Statistiche aggiornate al 2 maggio 2025.
| Stagione            | Club                | Campionato          | Campionato | Campionato | Coppe nazionali | Coppe nazionali | Coppe nazionali | Coppe continentali | Coppe continentali | Coppe continentali | Supercoppe | Supercoppe | Supercoppe | Totale | Totale |
| Stagione            | Club                | Comp                | Pres       | Reti       | Comp            | Pres            | Reti            | Comp               | Pres               | Reti               | Comp       | Pres       | Reti       | Pres   | Reti   |
| ------------------- | ------------------- | ------------------- | ---------- | ---------- | --------------- | --------------- | --------------- | ------------------ | ------------------ | ------------------ | ---------- | ---------- | ---------- | ------ | ------ |
| 2016                | NSÍ Runavík         | FD                  | 9          | 0          | CF              | 1               | 0               | UEL                | 2                  | 0                  | -          | -          | -          | 12     | 0      |
| 2017                | NSÍ Runavík         | FD                  | 21         | 6          | CF              | 3               | 0               | UEL                | 2                  | 0                  | -          | -          | -          | 26     | 6      |
| 2018                | NSÍ Runavík         | FD                  | 23         | 1          | CF              | 1               | 0               | UEL                | 2                  | 0                  | SF         | 1          | 0          | 27     | 1      |
| 2019                | NSÍ Runavík         | FD                  | 25         | 3          | CF              | 1               | 0               | UEL                | 2                  | 0                  | -          | -          | -          | 28     | 3      |
| 2020                | NSÍ Runavík         | FD                  | 27         | 1          | CF              | 3               | 0               | UEL                | 2                  | 0                  | -          | -          | -          | 32     | 1      |
| Totale NSÍ Runavík  | Totale NSÍ Runavík  | Totale NSÍ Runavík  | 105        | 11         |                 | 9               | 0               |                    | 10                 | 0                  |            | 1          | 0          | 125    | 11     |
| 2021                | Hødd                | 2D                  | 25+4       | 4+0        | CN              | 2               | 0               | -                  | -                  | -                  | -          | -          | -          | 31     | 4      |
| 2022                | Hødd                | 2D                  | 25         | 3          | CN              | 2               | 0               | -                  | -                  | -                  | -          | -          | -          | 27     | 3      |
| Totale Hødd         | Totale Hødd         | Totale Hødd         | 50+4       | 7+0        |                 | 4               | 0               |                    | -                  | -                  |            | -          | -          | 58     | 7      |
| 2023                | B36 Tórshavn        | FD                  | 25         | 3          | CF              | 2               | 0               | UECL               | 6                  | 1                  | -          | -          | -          | 33     | 4      |
| 2024                | B36 Tórshavn        | FD                  | 24         | 3          | CF              | 5               | 1               | UECL               | 2                  | 0                  | -          | -          | -          | 31     | 4      |
| Totale B36 Tórshavn | Totale B36 Tórshavn | Totale B36 Tórshavn | 49         | 6          |                 | 7               | 1               |                    | 8                  | 1                  |            | -          | -          | 64     | 8      |
| 2025                | NSÍ Runavík         | FD                  | 7          | 1          | CF              | 1               | 0               | -                  | -                  | -                  | -          | -          | -          | 8      | 1      |
| Totale              | Totale              | Totale              | 211+4      | 25+0       |                 | 21              | 1               |                    | 18                 | 1                  |            | 1          | 0          | 255    | 27     |